# Springtime for the World
Springtime for the World è il quinto album di studio (l'ultimo prima del lungo scioglimento 1990-2006) del gruppo britannico pop rock / new wave / dance The Blow Monkeys, pubblicato nel 1990, su etichetta RCA/Ariola/BMG.

## La svolta dance
Il lavoro rappresenta la definitiva trasformazione della band in un gruppo musicale dance, direzione già intrapresa con il loro più grande successo in assoluto, It Doesn't Have to Be This Way (Numero 5 in Gran Bretagna), e il relativo terzo album da cui il singolo fu estratto, She Was Only a Grocer's Daughter, il quale, raggiungendo il Numero 20 nel mese di aprile del 1987, divenne il loro unico long playing di studio ad entrare nella hit parade britannica dei 33 giri. Il successivo quarto LP dei Blow Monkeys, Whoops! There Goes the Neighbourhood, uscito nel 1988, ancora pervaso da un forte sapore politico, mise in risalto i ritmi dance recentemente abbracciati dalla band, culminando nel remix del 1989 della traccia di apertura del disco, This Is Your Life, che salì fino al Numero 32 nella nuova versione, mentre il singolo originale non era andato oltre un deludente Numero 70. Questo episodio mise in primo piano i membri del quartetto come innovatori del genere dance, non più solo portavoce di temi politici scottanti, ma anche attenti al potenziale nascosto nella sperimentazione dance/pop, in un'epoca in cui l'intera scena dance doveva ancòra prendere piede.

## Il disco
Tutto questo convinse definitivamente il gruppo a tentare un radicale mutamento di genere, che porterà alla composizione dei dieci pezzi dance contenuti nella loro ultima fatica - come accennato, dopo quasi dieci anni trascorsi insieme, i Blow Monkeys si scioglieranno infatti poco dopo l'uscita del quinto album, alla fine del 1990. Quanto a quest'ultimo, vide quella coraggiosa sperimentazione giungere alla piena maturità (e, abbastanza prevedibilmente, al flop commerciale). Dopo tutto, trattandosi del lavoro conclusivo della band, almeno finora (il gruppo si è riformato alla fine del 2007, con l'obiettivo di dare alla luce un nuovo album di inediti, ma finora è uscita solo una doppia raccolta di vecchi successi e brani importanti), il loro percorso musicale doveva in qualche modo arrivare a un esito di qualche tipo: non a caso, l'essenziale libretto rosso interno che accompagnava il disco, invece di contenere, come tutti gli altri LP, i testi, metteva in risalto la frase "will explode in the midday sun" («esploderà nel sole di mezzogiorno»), tratta da una delle tracce meglio riuscite dell'album (il duetto con l'arabo Cheb Khaled), ma qui riferita, anche e soprattutto, al titolo stesso del lavoro, "springtime for the world" («primavera per il mondo»), e idealmente connessa a quest'ultimo, com'è chiaro dall'iniziale minuscola della citazione. Così, mentre la loro etichetta, la major RCA (di lì a poco diventata BMG), pubblicava la raccolta Choices - The Singles Collection (conquistando il disco d'oro appena uscita e raggiungendo il Numero 5, diventerà, nell'agosto del 1989, il loro più grande successo commerciale a 33 giri), i Blow Monkeys stavano, nel frattempo, lavorando a quello che sarebbe stato un album eclettico e inusuale, e che, pur confondendo sia la casa discografica che i critici, è diventato, in retrospettiva, un disco lodato per la sua innovatività ante litteram, forse un po' troppo avanti coi tempo (ed è probabilmente per questo che fu un insuccesso dal punto di vista delle vendite).

## I singoli e l'EP
Il primo singolo estratto è stata la title track, Springtime for the World, l'unica eccezione del lavoro, con un orientamento più tradizionalmente pop rock e new wave, ottenuto grazie alla sovrapposizione di svariate tracce della chitarra acustica di Dr. Robert, che aveva caratterizzato i primi lavori della band, soprattutto il primo e il secondo album, Limping for a Generation e Animal Magic, rispettivamente.
Come secondo singolo, la scelta è caduta su La Passionara, dalle tipiche sonorità baleari, che uscì su formato 45 giri in una nuova versione remix, con la traccia vocale ampliata, mentre la versione dell'album, meno incisiva anche se ben costruita, era quasi completamente strumentale, tranne l'introduzione ed altre porzioni di voce sparse qua e là per la canzone, e suonava come una specie di abbozzo temporaneo della struttura che avrebbe poi avuto la versione definitiva.
La Passionara venne in realtà pubblicata come un cosiddetto «singolo doppio lato A», contenente anche uno dei brani più riusciti del disco, If You Love Somebody. Questo pezzo, il remix vocale de La Passionara e la title track dell'album uscirono anche, congiuntamente, su un maxi singolo/EP, che prese lo stesso titolo del 33 giri e del primo estratto, Springtime for the World, con quattro tracce, la quarta rappresentata dalla versione dub di If You Love Somebody, realizzata dalla coppia Musto & Bones.

## Il flop commerciale e il duetto con Cheb Khaled
Né il singolo, né l'album o l'EP raggiunsero il successo commerciale. Soltanto il primo 45, Springtime for the World, entrò in classifica, raggiungendo il Numero 69 nel Regno Unito, nel maggio del 1990, nonostante il lavoro contenesse molte altre canzoni di rilievo, prima su tutte Be Not Afraid, un duetto con il popolare cantante algerino Cheb Khaled. La traccia, interamente cantata in lingua araba, con Dr. Robert limitatosi a partecipare al pezzo con dei semplici cori e melodie e armonie vocali di sottofondo, senza cantare alcuna parola di senso compiuto, fece conoscere la band in luoghi generalmente refrattari al pop occidentale, come il Pakistan e il Nord Africa. Il libretto, come accennato, il primo e unico del gruppo a non contenere i testi completi di tutte le canzoni (oltre, naturalmente, ai greatest hits e alle compilation in generale), riproduce soltanto il testo del brano in arabo cantato con Khaled, a cui viene accostata una suggestiva traduzione poetica a fronte in inglese.

## Le bonus tracks
Dalle sessions dell'album, escono due inedite che verranno utilizzate come bonus tracks, distribuite nelle varie edizioni: The Other Side of You, B-side del singolo La Passionara, inserita soltanto sul CD, e Checking Out, che compare invece sia sul CD che sull'MC, un remix, a cui si è già accennato, di una canzone del 1987, originariamente contenuta su She Was Only a Grocer's Daughter, qui espansa e riarrangiata, sia per quanto riguarda la musica che le parole, diventando così un altro brano orientato verso la dance sperimentale e confermando la scelta azzeccata dei Blow Monkeys di volgersi a questo genere, nella "primavera" della loro carriera, che, ancora per lo più inesplorata, all'epoca, stava per "esplodere nel sole di mezzogiorno" (per utilizzare i versi di Be Not Afraid).

## Tracce

### Album
Parole e musica di Dr. Robert, tranne numero 5 di Dr. Robert Howard/Cheb Khaled e numero 12 di Howard/Kiley/Anker/Kenry.
1. In Too Deep - 4:33
2. Springtime for the World - 3:25
3. Vibe Alive! - 2:50
4. Reflections '89 - 2:57
5. Be Not Afraid - 6:54
6. If You Love Somebody - 5:08
7. La Passionara - 4:43
8. Let the People Dance - 3:43
9. Fruits of the Earth - 4:43
10. As the Dust Settles - 6:02
11. Checking Out - 4:56 (solo su CD/MC)
12. The Other Side of You - 4:38 (solo su CD)

### Singoli
- 1990 - Springtime for the World (UK Numero 69)
- 1990 - La Passionara (Remix)
- 1990 - If You Love Somebody (Remix)

### EP
Le tre canzoni di cui sopra sono state pubblicate anche su un EP di quattro tracce cosiddetto «double A-Side» ("doppio lato A"), dal titolo collettivo di Springtime for the World, contenente due versioni alternative di If You Love Somebody.
1. (A1) Springtime for the World
2. (A2) La Passionara (Remix)
3. (AA1) If You Love Somebody (Musto & Bones 12")
4. (AA2) If You Love Somebody (Musto & Bones Dub)

## Credits

### Formazione
- Dr Robert: voce, piano, chitarra, musica e testi
- Mick Anker: basso
- Tony Kiley: batteria
- Neville Henry: sassofono

### Musicisti
- Cheb Khaled: voce solista traccia 5
- Barbara Snow: arrangiamento ottoni e tromba traccia 5
- Brian Bethell: chitarra
- Sylvia Mason, Mary Cassidy: cori
- Simon Watson: chitarra spagnola traccia 7

### Produzione
- Dr Robert & Hector per Springtime for the World Productions: produzione
- Andy Mason: tecnico del suono
- Ritchie Fermie per Bamn Productions: remix traccia 8
- Tommy Musto & Frankie Bones per Northcott/JSE Productions: produzione supplementare e missaggio tracce AA1, AA2
- Mike Rodgers: tecnico del suono missaggio tracce AA1, AA2 ai "D&D Studios", New York City

### Staff
- Kate Garner: fotografia
- Paul McGarvey, Katie & Deirdre: personale RCA

## Dettagli pubblicazione
Springtime for the World (album)
| Paese | Data | Etichetta      | Formato | N° Catalogo |
| UK    | 1990 | RCA/BMG/Ariola | CD      | PD 74539    |
|       |      |                | LP      | PL 7459     |
|       |      |                | MC      | PK 74539    |

Springtime for the World (EP)
| Paese | Data | Etichetta      | Formato | N° Catalogo |
| UK    | 1990 | RCA/BMG/Ariola | EP      | PT 43626    |